# Champ Ferguson
Champ Ferguson (ur. 29 listopada 1821 w hrabstwie Clinton, zm. 20 października 1865 w Tennessee) – konfederackim partyzantem działającym w czasie wojny secesyjnej, znany ze zbrodni wojennych. Twierdził, że własnoręcznie zabił ponad stu żołnierzy Unii i opowiadających się za Unią cywilów.

## Młodość i przyczyny zachowań
Ferguson pochodził z hrabstwa Clinton, w stanie Kentucky na granicy z Tennessee. Był najstarszy z dziesięciorga dzieci. Śladem ojca został farmerem. Ferguson jeszcze przed wojną zasłynął jako gwałtownik. Zgodnie z przekazami w roku 1858 jego ludzie przywiązali do drzewa szeryfa hrabstwa Fentress w Tennessee, niejakiego Jamesa Reada (bądź też Reid/Reed), a wówczas Ferguson zaczął krążyć konno wokół pnia tnąc Reada jego własną szablą, dopóki ten nie skonał. Podczas religijnego zebrania pod gołym niebem pchnął nożem niejakiego Evansa. Evans przeżył. W latach pięćdziesiątych XIX wieku Ferguson z rodziną przeniósł się do doliny rzeki Calfkiller w hrabstwie White w Tennessee.
Z przyczyn, które są wciąż rozważane, Ferguson przejawiał wyjątkową nienawiść do Unii i unionistów. Miejscowa legenda głosi, że żołnierze wojsk federalnych zgwałcili jego żonę i córkę. Według innej wersji żywił on urazę do miejscowych, którzy opowiadali się za Unią. Ferguson sam twierdził później, że przedstawiciele władz konfederackich obiecali mu, że przymkną oko na jego wcześniejsze morderstwa, jeśli odpowiednio wykaże się wspierając wysiłki wojenne południowców.

## Działalność partyzancka
Podczas wojny secesyjnej mieszkańcy Wschodniego Tennessee, regionu przeważnie górzystego, byli podzieleni w kwestii przynależności politycznej. Ukształtowanie terenu i brak – w związku z wojną – sił porządkowych, dawały bandom partyzanckim i lokalnym milicjom sporo swobody. Odnotowano znaczną liczbę ataków partyzanckich i działań odwetowych, szczególnie na płaskowyżu Cumberland. Podzielone w poglądach były nawet rodziny. Jeden z braci Champa Fergusona zginął jako żołnierz 1 Regimentu Kawalerii Kentucky (unionistów).
Na samym początku wojny Ferguson zorganizował bandę i zaczął napadać na cywilów, o których sądził, że sprzyjają Unii. Od czasu do czasu jego „oddział partyzancki” współdziałał z regularnymi oddziałami wojsk konfederackich dowodzonymi przez generałów Johna H. Morgana i Josepha Wheelera. Pewne przesłanki wskazują na to, że Ferguson został przez Morgana mianowany „kapitanem partyzantów”. Jednakże ludzie Fergusona nie przestrzegali dyscypliny wojskowej i łamali prawa wojenne.
Krążyły legendy o rzekomym sadyzmie Fergusona; opowiadano jak obcinał więźniom głowy, które następnie staczał ze szczytów wzgórz i jak lubował się w mordowaniu starców i przykutych chorobą do łóżek. Pewnego razu został aresztowany przez władze konfederackie za zamordowanie przedstawiciela rządu i spędził dwa miesiące pod kluczem w Wytheville w Wirginii, ale ostatecznie zwolniono go.

## Proces i egzekucja
Gdy wojna się skończyła Ferguson powrócił, jak gdyby nigdy nic, na swą farmę. Bardzo szybko został schwytany przez żołnierzy Unii i dostawiony do sądu w Nashville, gdzie oskarżono go o dokonanie 53 morderstw. Jego proces cieszył się zainteresowaniem w całym kraju i był wydarzeniem medialnym. Jeden z głównych przeciwników Fergusona w czasie wojny, „Tinker Dave” Beaty, zeznawał przeciwko niemu — podobnie jak Ferguson atakował wszystkich rzeczywistych lub wyimaginowanych pro-unionistsów, Beaty przewodził bandzie, która atakowała podejrzanych o sprzyjanie konfederatom. Jak należało się spodziewać obaj robili wszystko, by pozabijać się nawzajem. Ferguson przyznał się, że jego ludzie zabili wielu podejrzanych; on sam zabił podobno stu ludzi. Twierdził jednocześnie, że była to tylko część jego „obowiązków”. Liczba rannych i wziętych do niewoli, których jego banda pozabijała po bitwie pod Saltville, do dzisiaj nie została ustalona. Ofiarami bandy byli wtedy przede wszystkim czarnoskórzy żołnierze 5 Regimentu Kolorowej Kawalerii US Army i ich biali oficerowie. Ferguson i jego ludzie przystąpili do mordowania rannych w szpitalu, a niedobici zawdzięczają swe ocalenie przybyciu konfederackiego Legionu Czirokezów i Górali. Ferguson przerwał mordy i uciekł na pierwszą wieść o zbliżaniu się regularnych wojsk konfederackich.
10 października 1865 roku Champ został uznany winnym i skazany na śmierć przez powieszenie. Po ogłoszeniu wyroku wygłosił następujące oświadczenie: Jestem i umrę jako rebeliant... Zabiłem, oczywiście, wielu ludzi, ale nigdy nie zabiłem nikogo, kto nie nastawałby na moje życie... Zawsze słyszałem, że federalni nie będą chcieli wziąć mnie do niewoli, lecz zastrzelą na miejscu. Dlatego zabijałem więcej niż bym chciał. Powtarzam: umieram jako rebeliant, a moją ostatnią wolą jest, by moje ciało zostało zabrane do hrabstwa White w Tennessee i pochowane w dobrej, rebelianckiej ziemi.
Powieszono go 20 października 1865 roku. Jego zwłoki pochowano – tak jak chciał – na cmentarzu na północ od miejscowości Sparta w Tennessee.